# Премия Ежи Гедройца
Литерату́рная пре́мия и́мени Ежи́ Гедро́йца — премия, учреждённая 28 декабря 2011 года, которая присуждается за лучшую книгу, изданную в бумажном или электронном вариантах в предыдущем году на белорусском языке в жанрах «художественная проза» и «эссеистика».
Учредителями литературной награды выступили Посольство Республики Польша в Республике Беларусь, Польский Институт в Минске, Белорусский ПЭН-центр и Союз белорусских писателей.

Премия была названа в честь уроженца Минска, польского публициста и политика Ежи Гедройца, который в своей культурной деятельности был последовательным сторонником добрососедских отношений между Польшей, Беларусью, Литвой и Украиной.

## Первая премия (2012)
Номинирование проходило в три этапа. В состав жюри премии входили представители из Беларуси и Польши: белорусскую сторону представляли Валентин Акудович, Маргарита Алешкевич, Владимир Орлов, Борис Петрович, Людмила Рублевская и Андрей Хаданович; польскую — Пётр Казакевич, Адам Поморский и Лешек Шерепка (почётный председатель жюри). 12 января 2012 года жюри литературной премии Гедройца определило длинный список премии, в который вошли книги 12 белорусских прозаиков, изданные в течение 2011 года. 7 февраля 2012 года в офисе Белорусского ПЕН-Центра состоялась пресс-конференция, на которой был объявлен короткий список премии.
Объявление и чествование победителя состоялось 3 марта 2012 года во Дворце искусств, в международный день писателя. Наиболее интересные отрывки из каждой книги были прочитаны актёрами. Победителем был признан Павел Костюкевич за книжную прозу «Сборная Республики Беларусь по неглавным видам спорта». Второе место — у Ольгерда Бахаревича, «Малая медицинская энциклопедия Бахаревича», третье — у Андрея Федоренко, «Предел». Победитель получил сертификат на сумму в 105 млн рублей от Сомбелбанка и путёвку на шведский остров Готланд. Награда за второе место предусматривала месячное пребывание во Вроцлаве и издание книги в Польше, в некоммерческом издательстве «Коллегиум Восточной Европы». «Граница» Андрея Федоренко замкнула круг финалистов, а писатель получил приглашение в польский «город встреч» — Вроцлав.

### Длинный список и результаты
| Автор               | Название                                                | Издательство                                                | Результат       |
| ------------------- | ------------------------------------------------------- | ----------------------------------------------------------- | --------------- |
| Владислав Ахроменко | «Теория заговора»                                       | Минск: Логвинов                                             | короткий список |
| Ольгерд Бахаревич   | «Малая медицинская энциклопедия Бахаревича»             | Радио Свобода, серия «Библиотека Свободы. XXI век»          | 2 место         |
| Лявон Вольский      | «Миларусь»                                              | Минск: Медиал, серия «Книжная лавка писателя»               |                 |
| Виктор Карамазов    | «Художник и батраки»                                    | Минск: Медисонт                                             |                 |
| Павел Костюкевич    | «Сборная Республики Беларусь по неглавным видам спорта» | Минск: Логвинов                                             | 1 место         |
| Артур Клинов        | «Шалом: военный роман»                                  | Минск: Логвинов (серия «Книжная лавка „Нашей Нивы“»)        | короткий список |
| Александр Лукашук   | «След мотылька. Освальд в Минске»                       | Радио Свобода (серия «Библиотека Свободы. XXI век»)         | короткий список |
| Ян Максимюк         | «Слова в голом поле»                                    | Минск: Логвинов (серия «Галерея „Бы“»)                      |                 |
| Виктор Мартинович   | «Холодный рай»                                          | 34mag (электронное издание)                                 |                 |
| Алла Семёнова       | «В святой стране изгнания»                              | Минск: Книгосбор (серия «Книжная лавка писателя»)           |                 |
| Андрей Федоренко    | «Граница»                                               | Минск: Литература и Искусство (серия «Лимовский фольварок») | 3 место         |
| Макс Щур            | «Письмо, найденное на пепелище»                         | Познань: Белый ворон                                        |                 |

## Вторая премия (2013)
В октябре 2012 года объявлено о проведении второй премии имени Ежи Гедройца за лучшую книгу, которая была издана (в бумажном или электронном вариантах) в 2012 году на белорусском языке в жанрах «художественная проза» и «эссеистика». В ноябре 2012 года стало известно, что с белорусской стороны в составе жюри будут работать философ Валентин Акудович, писатель Владимир Орлов и Павел Костюкевич — как прошлогодний лауреат премии, критик Анна Кислицына, председатель союза белорусских писателей, редактор журнала «Глагол» Борис Петрович, поэт и руководитель ПЕН-Центра Андрей Ходанович. С польской стороны в жюри вошли: переводчица Малгожата Бухалик, директор Польского Института в Минске Пётр Казакевич, переводчик, президент польского ПЕН-клуба Адам Поморский и Чрезвычайный и Полномочный посол Республики Польша в Республике Беларусь Лешек Шерепка (почётный председатель жюри). 11 января 2013 года был объявлен длинный список премии (12 позиций). 11 февраля 2013 года был объявлен короткий список премии (6 позиций). Объявление и чествование победителей состоялось 1 марта 2013 года, в международный день писателя в конференц-зале Princess отеля Crowne Plaza в Минске.

### Длинный список и результаты
| Автор              | Название                                      | Результат       |
| ------------------ | --------------------------------------------- | --------------- |
| Сергей Балахонов   | «Земля под крыльями Феникса»                  | короткий список |
| Ольгерд Бахаревич  | «Гамбургский счёт Бахаревича»                 | 2 место         |
| Елена Браво        | «Рай давно перенаселён»                       |                 |
| Адам Глобус        | «Предложения»                                 | 3 место         |
| Полина Кочеткова   | «Бабочки»                                     |                 |
| Владимир Некляев   | «Автомат с газировкой, с сиропом и без»       | 1 место         |
| Андрей Покровский  | «Как я перестал верить в Деда Мороза»         |                 |
| Алесь Пашкевич     | «Сімъ ПобѢдиши»                               |                 |
| Людмила Рублевская | «Авантюры Прантиша Вырвича, школяра и сыщика» | короткий список |
| Юрий Станкевич     | «Бешенство»                                   | короткий список |
| Владимир Степан    | «Одна копейка»                                |                 |
| Андрей Федоренко   | «Цепь»                                        |                 |

## Третья премия (2014)
В январе 2014 года объявлено о проведении третьей премии имени ежи Гедройца за лучшую книгу, которая была издана (в бумажном или электронном вариантах) в 2012 году на белорусском языке в жанрах «художественная проза» и «эссеистика». В том же месяце стало известно, что с белорусской стороны в составе жюри будут работать философ Валентин Акудович, писатель Владимир Орлов и Ольгерд Бахаревич, литературовед Тихон Чернякевич, председатель союза белорусских писателей, редактор журнала «Глагол» Борис Петрович, поэт и руководитель ПЕН-Центра Андрей Ходанович. С польской стороны в жюри вошли: переводчица Малгожата Бухалик, директор Польского Института в Минске Петр Казакевич, переводчик, президент польского ПЕН-клуба Адам Поморский и Чрезвычайный и Полномочный посол Республики Польша в Республике Беларусь Лешек Шерепка (почётный председатель жюри). 27 февраля 2014 года был объявлен длинный список премии (12 позиций). 16 мая 2014 года был объявлен длинный список премии (6 позиций). 2 июня 2014 года были объявлены победители.

### Длинный список и результаты
| Автор               | Название                         | Результат       |
| ------------------- | -------------------------------- | --------------- |
| Владислав Ахроменко | «Музы и свиньи»                  |                 |
| Игорь Бобков        | «Минутка»                        | 1 место         |
| Елена Браво         | «Дараванне. Прощение. Vergebung» | короткий список |
| Сергей Веретило     | «Разбитое сердце Витовта»        | короткий список |
| Адам Глобус         | «Сказки о взрослых»              |                 |
| Сергей Дубовец      | «Errata»                         |                 |
| Артур Клинов        | «Стеклотара»                     | 2 место         |
| Александр Лукашук   | «Скимбы-зимбы»                   |                 |
| Винцесь Мудров      | «Багульник»                      | 3 место         |
| Екатерина Ааро      | «Сорочье радио»                  |                 |
| Людмила Рублевская  | «Ночи на Плебанских мельницах»   | короткий список |
| Наталка Харитонюк   | «Смерть лесбиянки»               |                 |

## Четвёртая премия (2015)

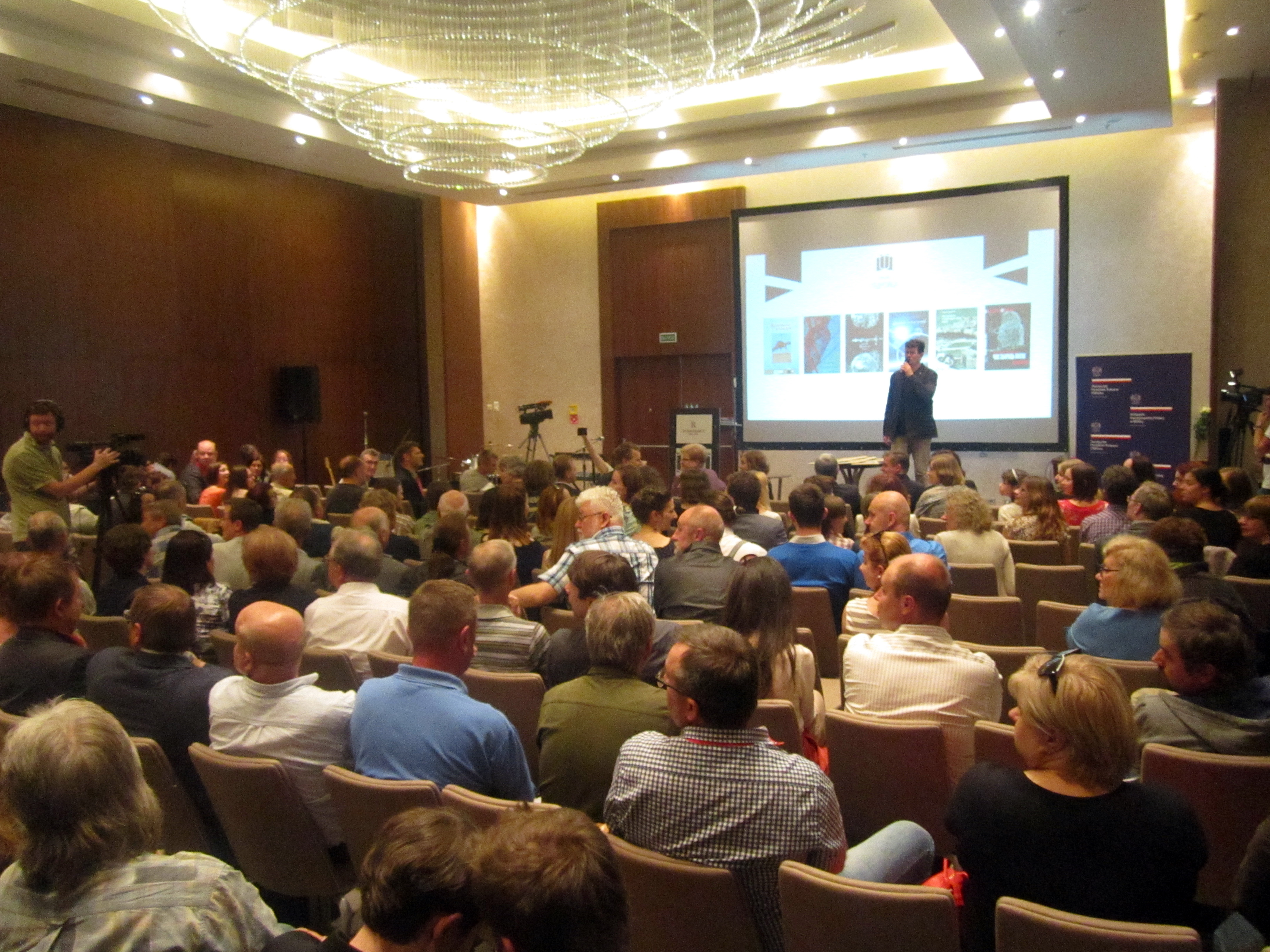
Церемония награждения премией им. Гедройца. Минск, 1 июня 2015

22 октября 2014 года был объявлен состав жюри четвёртой премии: Владимир Орлов, Игорь Бобков, Малгожата Бухалик, Адам Глобус, Анна Кислицына, Андрей Федоренко, Тихон Чернякевич, Анна Янкута. 30 марта 2015 появился длинный список премии.

### Длинный список и результаты
| Автор                 | Название                              | Результат       |
| --------------------- | ------------------------------------- | --------------- |
| Сергей Абламейко      | «Ностальгия»                          |                 |
| Татьяна Борисик       | «Женщина и леопард»                   | 2 место         |
| Ольгерд Бахаревич     | «Дети Алиндарки»                      | 3 место         |
| Антон Франтишек Брыль | «Ян Ялмужна»                          | короткий список |
| Виталий Воронов       | «Шёпотом»                             |                 |
| Андрей Гуцов          | «Книга призраков»                     | короткий список |
| Сергей Дубовец        | «Синий корабль в голубом море плывёт» | короткий список |
| Виктор Казько         | «Время собирать кости»                | 1 место         |
| Виктор Мартинович     | «Язык»                                |                 |
| Пистончик             | «Дегенеративный словарь»              |                 |
| Людмила Рублевская    | «Авантюры студиозуса Вырвича»         |                 |
| Юрий Станкевич        | «Вратарь всегда одинок»               |                 |

## Пятая премия (2015)
18 ноября 2015 года был объявлен пятый сезон премии. Лауреат премии получит 10 тыс. евро, за второе место поездка в шведский город Висбю, за третье место поездка в латвийский город Вентспилс.

## Одиннадцатая премия (2022)
В конкурсе принимали книги, написанные на белорусском языке и изданные в 2021 году.
В этом году в состав жюри вошли: литературовед Ульяна Верина; критик, писатель Сергей Дубовец; писатель Светлана Курс; поэт, переводчик Андрей Хаданович; критик, литературовед Тихан Чернякевич.

### Длинный список и результаты
| Автор                | Название                                           | Результат       |
| -------------------- | -------------------------------------------------- | --------------- |
| Сергей Абламейко     | «Невядомы Менск. Гісторыя знікнення. Кніга першая» | 1 место         |
| Ольга Гапеева        | «Самота, што жыла ў пакоі насупраць»               | 2 место         |
| Валерий Гапеев       | «Жэнька, каралева мышак»                           | 3 место         |
| Василий Грынь        | «Не адчайваемся»                                   |                 |
| Дмитрий Дяденко      | «Ордэн Прамяністых»                                |                 |
| Сергей Календа       | «Дэкалог»                                          |                 |
| Павел Касперович     | «Чорная рэчка»                                     |                 |
| Максим Климкович     | «Шкляная лялька і іншыя страшныя гісторыі»         | короткий список |
| Маргарита Латышкевич | «Уласны крыж»                                      |                 |
| Владимир Некляев     | «Гэй Бэн Гіном»                                    | короткий список |
| Анна Северинец       | «Мая школа»                                        | короткий список |
| Александр Хацкевич   | «Замак на ўзгорку»                                 |                 |

## Двенадцатая премия (2023)
Церемония прошла в Гданьске.

### Длинный список и результаты[17][18]
| Автор                | Название                                                      | Результат       |
| -------------------- | ------------------------------------------------------------- | --------------- |
| Анна Кондратюк       | «В пристенке старого леса. Истории людей из Беловежской пущи» | 1 место         |
| Степан Стурейко      | «Пассажиры корабля Тесея»                                     | 2 место         |
| Сергей Лескеть       | «Шепот. Вильма»                                               | 3 место         |
| Сергей Абламейко     | «Почему Беларусь не Россия»                                   |                 |
| Коллектив авторов    | «Алесь Беляцкий на свободе»                                   |                 |
| Людмила Андилевко    | «Эффект плацебо»                                              |                 |
| Олег Дашкевич        | «С высоты птичьего полета»                                    | короткий список |
| Александр Кравцевич  | «Краткая история Беларуси»                                    |                 |
| Александр Лукашук    | «Венок свободы»                                               |                 |
| Маргарита Латышкевич | «Всадники на дороге»                                          |                 |
| Инна Снарская        | «Заколдованный клад»                                          | короткий список |
| Антон Власенко       | «Отбить у чужаков клейнотов своих»                            |                 |
| Наталка Харитонюк    | «Сказка о том, как святого Николая запрещали»                 |                 |
| Людмила Хейдарова    | «Княжна Дарута, или человеческая кровь липкая»                |                 |
| Макс Щур             | «Там, где нас нет»                                            | короткий список |

## Тринадцатая премия (2024)
Церемония прошла в Гданьске.

### Длинный список и результаты
| Автор             | Название                        | Результат |
| ----------------- | ------------------------------- | --------- |
| Валентин Акудович | «Трэба ўявіць Сізіфа шчаслівым» | 1 место   |
| Анна Янкута       | «Час пустазелля»                | 2 место   |
| Дмитрий Бартосик  | «Забіць упалмінзага»            | 3 место   |

## Отзывы
На одной из конференций в феврале 2012 года посол Польши в Беларуси Лешек Шерепка сообщил, что премия была создана именно для поддержки и популяризации современной прозы страны-соседки.